# (9071) Coudenberghe
(9071) Coudenberghe est un astéroïde de la ceinture principale.

## Description
(9071) Coudenberghe est un astéroïde de la ceinture principale. Il fut découvert le 19 juillet 1993 à La Silla par Eric Walter Elst. Il présente une orbite caractérisée par un demi-grand axe de 2,94 UA, une excentricité de 0,10 et une inclinaison de 2,2° par rapport à l'écliptique.

## Compléments